# アニマトロニクス
アニマトロニクス(英: Animatronics(英語版))はSFXの一種で、生物を模したロボットを使って撮影する技術。「アニメーション（動作）」と「エレクトロニクス（電子工学）」を組み合わせた造語とされる。
コンピュータによって制御されたロボットを人工の皮膚で覆い、リアルで滑らかな動きのある生物を演出する。飼いならすのが難しい動物や恐竜、空想の生物などを造形し、骨格や筋肉、顔の表情などを機械で表現する。技術自体は古く、形態の問題で着ぐるみでは（人間では）表現できない生物や俳優との共演が重要となる場合に使用されてきた（パペットの項も参照）。近年、VFX（コンピュータグラフィックス）技術が発達し衰退傾向にあるが、着ぐるみとの組み合わせ（例えば特殊メイクの代わりに顔面で使用）やアップシーンではまだまだ健在の技術である。
代表的なものとして『ジュラシック・パーク』シリーズの恐竜や翼竜、『ベイブ』の動物たちや『ジュマンジ』のライオンとワニなど。映画だけではなく、ディズニーランドなどのテーマパークでも使われているがこちらは特にオーディオアニマトロニクスと呼ばれている。
スタン・ウィンストンなどが製作者として有名。